# Жулијано Роберто Антонело
Жулијано Роберто Антонело (порт. Juliano Roberto Antonello; 19. новембар 1979. у Паса Фунду) познатији као Жука је бивши бразилски фудбалер. Играо је на позицији средини терена.

## Каријера
Жука је каријеру почео у Интернасионалу за чији први тим је дебитовао 2000. године. Након тога је наступао у Бразилу и за Крисиуму, Марилију, Флуминенсе, Ботафого (два пута) и Гуарани.
У јуну 2007. је потписао двогодишњи уговор са Партизаном. Тим потписом постао је први бразилски фудбалер у историји ФК Партизан. Дебитовао је 19. јула 2007. у победи 6:1 на гостовању Зрињском у Мостару у квалификацијама за Куп УЕФА. Први гол је постигао 26. септембра 2007. у победи над Радом 4:1 у Купу Србије. Жука је провео две сезоне у Партизану, одиграо је укупно 59 такмичарских утакмица и постигао десет голова. Са клубом је освојио две дупле круне (2008, 2009).
У јуну 2009. је потписао уговор са Депортивом из Ла Коруње. Дебитовао је 29. августа 2009. када је провео свих 90. минута на терену у поразу свог клуба 3:2 од Реал Мадрида на Стадиону Сантијаго Бернабеу. За две сезоне у Депортиву, Жука је наступио на 24 утакмице у шпанској Примери. У септембру 2011. се вратио у бразилски фудбал и потписао за Сеару. Током 2013. је играо и у Дубаију да би последњи ангажман имао у бразилској екипи Ново Хамбурго.

## Успеси

### Крисиума
- Серија Б: 2002.

### Партизан
- Суперлига Србије: 2007/08, 2008/09.
- Куп Србије : 2007/08, 2008/09.

### Сеара
- Шампион регије Сеара: 2012.